# MUFAS
MUFAS(ムーファス)は、大和田晃と佐藤美恵子からなる日本の2人組音楽ユニット。

## 略歴
ロックバンドpre-schoolのメンバーである大和田晃と佐藤美恵子により結成。2004年7月公式サイトの開設により結成した事が公表される。同年8月に開催されたSUMMER SONIC 04の出演を皮切りに、CDリリースやライブを中心とした音楽活動を開始する。
2004年10月に1stミニ・アルバム『MUFAS、BEING BORN、BAAANG!!』をリリース。2005年5月には1stフル・アルバム『new sort of FAREWELL』を発表。ユニークな楽想でドリーミーなダンス・ミュージックを聴かせ非常に高い評価を得る。2006年6月の「“copy;”」発売を最後に新しいCDのリリースを行わなくなり、同時にライブの出演回数も減る。以後はmyspaceでの音源発表を中心にustreamでのライブ配信などファンから直接収入を得ない音楽活動へシフトしている。また同時に公式サイトおよびブログの更新やtwitterでの発言など、音楽活動とは直接関係ない活動を活発に継続するようになっている。

## メンバー
- 大和田晃

ボーカル、作曲を主に行う。1975年1月24日生まれ。
- 佐藤美恵子

キーボード、作詞を主に行う。1975年6月8日生まれ。

## 作品

### アルバム
- MUFAS, BEING BORN, BAAANG!!（RTCM-1001/2004年10月20日発売）
- new sort of FAREWELL（RTCM-1003/2005年5月18日発売）

### シングル
- I GOT IT ALL

公式サイト開設時に同サイト上でTシャツとセットで発売されたCD。表題曲1曲の収録。
- NEW FAREWELL（RTCM-1002/2005年4月27日発売）

1. NEW FAREWELL
2. Runaway
3. motion

- copy;（MUFAS-001/2006年6月7日発売）

タワーレコード限定発売。赤、青、黄の3種類のジャケットが発売された。
1. D.P.P.
2. Tongue Behaves
3. In The Beautiful Garden
4. Psycho Killer

4曲目はトーキング・ヘッズのカバー。

### 配信した楽曲
いずれもmyspace上の彼らのページで配信した楽曲。
- TOKYO MUFAS
- BEAT YOU
- COSMOS
- YOU DICK
- just about to
- in a daze
- star alligator
- admired
- cue
- play ball
- stay over
- jelly fish sky
- when you see it
- moray kiss
- 60
- VIA TOKYO
- HARVEST MOON (2007 REMIX)

CYBIRD社運営の着メロサイトCoolSound (coolsound.jp) にて配信

### その他参加した作品
- Full Moon-NEW MOON MIX- / AIR

リミックスを担当。2006/7/3発売「Your Song」に収録
- I'm On Earth / フルカワミキ

佐藤が作詞を担当。2010/2/17発売“Very”に収録
- Novocaine(Apocalypse Mix) / FAKE?

大和田がリミックスを担当。2010/2/24発売"SWITCHING ON X"のHMV購入者特典CDに収録。